# Ідзумі-Сано
Ідзу́мі-Сано́ (яп. 泉佐野市, いずみさのし, МФА: [id͡zumʲi sano ɕi̥]?) — місто в Японії, в префектурі Осака.     Отримало статус міста 1948 року. Площа становить 55,03 км². Станом на 1 липня 2012 року населення складало 100 322  осіб, густота населення — 1820 осіб/км².     

## Демографія
За даними перепису населення Японії, населення Ідзумі-Сано постійно зростало з 1920 до 1980 року, а потім вирівнялося.

## Історія
Ідзумі-Сано отримало статус міста 1 квітня 1948 року.